# 닥터코어 911
닥터코어 911(Dr.Core 911)은 1998년 결성된 대한민국의 랩메탈밴드이다.

## 발자취
- 1998년 안성훈(답십리안)이 주축이 되어 결성된 랩메탈밴드이다.
- 1999년 국내 최초로 일본의 후지 락 페스티벌에 출장했다.
- 1999년 제1회 쌈지 사운드 페스티벌에 출장했다.
- 1999년 제1회 트라이포트 록 페스티벌에 출장했다.
- 2000년 제2회 쌈지 사운드 페스티벌에 출장했다.
- 2000년 안성훈이 서태지 밴드로 영입되었다. (활동명은 TOP)
- 2001년 제1회 ETPFEST에 출장했다.
- 2001년 문이경민이 디스코트럭을 결성했다.
- 2001년 쭈니가 N.EX.T에 영입되었다.
- 2001년 쇼기가 상상밴드를 결성했다.
- 2001년 지루가 퍼필을 결성했다.
- 2002년 제4회 쌈지 사운드 페스티벌에 출장했다.
- 2005년 최초 멤버로 재결성했다.
- 2006년 제1회 펜타포트 록 페스티벌에 출장했다.
- 2006년 애니메이션 아치와 씨팍 OST 작업에 참여했다.
- 2007년 제9회 쌈지 사운드 페스티벌에 출장했다.
- 2007년 제2회 펜타포트 록 페스티벌에 출장했다.
- 2007년 안성훈이 앤썸(AndsomE) 을 결성했다.
- 2008년 데빈, 동혁이 합류했다.
- 2008년 제4회 ETPFEST에 출장했다.
- 2009년 제1회 지산 밸리 락 페스티벌에 출장했다.
- 2009년 제1회 대한민국 라이브 뮤직 페스티벌에 출장했다.
- 2010년 제2회 타임투락 페스티벌에 출장했다.
- 2011년 지루가 몽키비츠를 결성했다.
- 2016년 안성훈이 log4days를 결성했다.
- 2017년 안성훈(답십리안), 쭈니, 지루 가 모여 활동을 계획중이다.

## 음반
- 《Hip Hop Aggressive Cross Over》 (1999년 7월)
- 《非正(비정)산조》 (2000년 8월)
- 《娛樂歌樂(오락가락)》 (2007년 8월)
- 《Eat or Be Eaten》 (2008년 6월)
- 《The Escape》 (2009년 11월)